# Подільська сільська рада (Веселинівський район)
Поді́льська сільська́ ра́да — колишній орган місцевого самоврядування в Веселинівському районі Миколаївської області. Адміністративний центр — село Поділля.

## Загальні відомості
- Подільська сільська рада утворена в 1960 році.
- Територія ради: 3,507 км²
- Населення ради: 1 360 осіб (станом на 2001 рік)

## Історія
Утворена як Григоро-Гадючанська, з 1946 року — Григорівська, з 1960 року — Подільська.

## Населені пункти
Сільській раді підпорядковані населені пункти:
- с. Поділля
- с. Григорівка
- с. Новогригорівка
- с. Новосілка
- с. Первенець

## Склад ради
Рада складається з 16 депутатів та голови.
- Голова ради: Лясковський Володимир Володимирович
- Секретар ради: Килюшик Раїса Олексіївна

### Керівний склад попередніх скликань
| ПІБ                                 | Основні відомості                                                 | Дата обрання | Дата звільнення |
| ----------------------------------- | ----------------------------------------------------------------- | ------------ | --------------- |
| Лясковський Володимир Володимирович | Сільський голова, 1959 року народження, освіта вища, безпартійний | 26.03.2006   | 31.10.2010      |
| Лясковський Володимир Володимирович | Сільський голова, 1959 року народження, освіта вища, безпартійний | 31.10.2010   |                 |

Примітка: таблиця складена за даними сайту Верховної Ради України